# Žilina (loď)
Loď Žilina byla vyrobena v roce 1958 v loděnici Dopravního podniku města Brna (DPMB) pro lodní dopravu na Oravské přehradě.

## Historie
Loď Žilina vyrobená brněnským dopravním podnikem v roce 1958 byla téhož roku dodána na Oravskou přehradu, kde ji tehdejší provozovatel lodní dopravy, Dopravný podnik mesta Žiliny, uvedl do provozu. Jednalo se tehdy o největší plavidlo na nádrži s kapacitou 250 osob, v roce 1962 dodaný maďarský hydrobus mohl uvézt pouze 150 cestujících. Ostatní lodě nacházející se v té době na jezeře byly malé o kapacitě 25 osob. Od roku 1960 převzal lodní provoz podnik ČSAD Dolný Kubín, kterému připadl i stávající lodní park. Postupem času rostl zájem návštěvníků o plavbu na přehradě, v 70. letech lodě přepravily ročně až 100 000 cestujících. Přibyly také některé další lodě. Žilina byla odstavena z provozu v roce 1989 zřejmě kvůli špatnému technickému stavu. Plavidlo bylo vytaženo na břeh v Námestově, kde chátralo. Začátkem 21. století byla loď částečně zalita do betonu a vznikla z ní restaurace.

## Konstrukce
Konstrukce Žiliny byla shodná se čtyřmi loděmi, které DPMB ve druhé polovině 50. let 20. století dodal národnímu podniku Československá plavba labsko-oderská (tzv. „brněnky“). Loď, částečně odvozenou od plavidel, které si brněnský dopravní podnik vyráběl pro vlastní lodní dopravu na brněnské přehradě, konstrukčně navrhl inženýr Frank společně s pražským loďařem Adolfem Špirkem. Jedná se o dvoupalubovou osobní loď. Vstupy do plavidla se nacházejí přibližně v polovině jeho délky po obou stranách a vedou do centrálního vstupního prostoru, nad kterým se nachází vyvýšená kormidelna. Tímto prostorem je spodní, zcela uzavřená paluba rozdělena na dva salóny pro cestující. Horní, tzv. sluneční paluba, která se nachází na střeše spodní paluby za kormidelnou, je přístupná dvěma schodišti po bocích v zádi lodi. Plavidlo bylo poháněno lodním dieselovým motorem Škoda 6L o výkonu 99,3 kW, přičemž k jeho nastartování byl využíván stlačený vzduch z tlakové lahve.